# めちゃっこドタコン
『めちゃっこドタコン』は、1981年4月4日から同年10月10日までフジテレビ系列局などで全28回が放送された、国際映画社制作のテレビアニメ。少年型ロボット・ドタコンが繰り広げるドタバタを描く。

## ストーリー
日本有数の大財閥である「団コンツェルン」。その総帥・団 大三が溺愛している孫娘の「団 ミチル」は、11歳にしてアメリカの名門工科大学を卒業という驚きの学歴を持っている“天才少女”。そんな彼女がある日、弟と妹欲しさにロボットの「ドタコン」と「チョピ子」を作り上げた。

## キャスト
ドタコン
声 - 杉山佳寿子
団 ミチルが弟が欲しくて造った男児型ロボット。設定年齢は7歳。感情の起伏が激しいが、正義感も強い。服装はバンカラファッション。頭部は丸坊主でアンテナが付いているため、普段はダンボー（下記参照）で隠している。
「ハッチャキ、ドタコーン!!」と叫ぶと、凄いパワーが出る。
チョピ子
声 - 白石冬美
お転婆でちょっぴり泣き虫な女児型ロボット。髪は白く卵の殻に似た髪型で、そこから目が見える。設定年齢は5歳でドタコンの妹分だが、造られたのは彼女が先。
団 ミチル（だん みちる）
声 - 中野聖子
団コンツェルン総帥・団 大三の孫娘。小学5年生。ドタコンとチョピ子の「生みの親」である。ちなみにボクっ娘で、メガネがトレードマーク。
11歳にしてアメリカの名門工科大学を卒業した天才少女だが、おてんばで世間知らずな所がある事から、普通の娘らしい感性を身につけさせるために舞台である東京・下町の親戚に預けられている。
ダンボー
声 - 龍田直樹
ミチルが制作した帽子型ロボットで、ドタコンの兄貴分。
ペロ
声 - 兼本新吾
ドタコンの友達の犬。趣味は機械いじり。実は、ミチルが造った犬型ロボット。
カポネゴリラ
声 - 兼本新吾
ドタコンに学ランをくれた少年。ペロの飼い主でもある。
堂下 来内（どうした きない）
声 - 北川米彦
ミチルの執事。ミチル曰く、「やかまし来内」。
団 エミ（だん えみ）
声 - 鈴木富子
ミチルの姉。ミチルのことをあまり快く思っていない。
団 ユミ（だん ゆみ）
声 - 川浪葉子
ミチルのもう一人の姉。エミ同様ミチルのことをあまり快く思っていない。
団 進之介（だん しんのすけ）
声 - 田中崇
ミチル・エミ・ユミの父親。団コンツェルンの後継者候補。落ち着きのない性格。
団 カトリーヌ（だん かとりーぬ）
声 - 佐久間あい
ミチル・エミ・ユミの母親。金髪の美女。
団 大三（だん だいぞう）
声 - 矢田耕司
ミチルらの祖父で、団コンツェルンの総帥でもある。ミチルを溺愛している。
戸部 源太（とべ げんた）
声 - 矢田耕司
ミチルのクラスメイトで、ガキ大将。
前原 明彦（まえばら あきひこ）
声 - 杉原未樹
ミチルのクラスメイトで、宇宙マニア。ミチルを宇宙人だと疑う。

## スタッフ
- 製作 - 壺田重三（国際映画社）
- 企画 - 壺田重夫（国際映画社）
- 構成・監修 - 山本優
- 音楽 - 菊池俊輔
- チーフディレクター、キャラクターデザイン - しらとたけし
- チーフデザイナー - 伊藤岩光、伊藤みつ絵
- 美術 - 伊藤岩光、田中資幸、飯島久美子、伊藤みつ絵、千々波美恵子、金子英俊、日渡ひろみ、宮前光春
- プロデューサー - 青木藤吉（国際映画社）
- 製作担当 - 蕪木登喜司（東映動画）
- キャスティング協力 - 青二プロダクション
- 編集 - 千蔵豊（タバック）
- 録音 - 大塚晴寿（整音スタジオ）
- 音響制作 - タバック（※ノンクレジット）
- 録音スタジオ - 整音スタジオ（※ノンクレジット）
- 音響効果 - 佐藤一俊（E&M）
- オーディオディレクター - 山田悦司
- 現像 - 東映化学
- アニメーション制作 - 東映動画（※ノンクレジット）
- 制作 - 国際映画社

## 主題歌・挿入歌
全て、作詞 - 山本優 / 作曲・編曲 - 菊池俊輔
オープニングテーマ - 『おいらドタコン』
歌 - たいらいさお
エンディングテーマ
『チョピ子はアイドル』（第1話 - 第13話、『〜ライバル』は誤記）
歌 - 藤門かおる
『ドタコン音頭』（第14話 - 最終回）
歌 - たいらいさお、藤門かおる
挿入歌
『チョビ子のララバイ』
歌 - 藤門かおる
『ときめきのメカニック』
歌 - 藤門かおる
『めちゃっこロックンロール』
歌 - たいらいさお
主題歌と挿入歌のレコード（EP）は、いずれもキングレコードから発売された。「おいらドタコン」は1992年にラジオ番組『青春ラジメニア』に関連して発売されたCD『青春ラジメニア』に収録されている（1997年再発盤には未収録）。2014年現在、「おいらドタコン」を除く上記各曲ともフル・バージョンのCD化は実現していない。

## 各話リスト
| 話 | サブタイトル       | 脚本       | 演出              | 作画監督 | 放送日        |
| -- | ------------------ | ---------- | ----------------- | -------- | ------------- |
| 1  | おいらドタコン!    | 山本優     | しらとたけし      | 白土武   | 1981年 4月4日 |
| 2  | ハチャメチャ家族   | 四辻たかお | 康村正一          | 杉崎悠樹 | 4月11日       |
| 3  | 悪がきトリオ       | 富田祐弘   | 福島和美          | 篠田章   | 4月18日       |
| 4  | ポンコツ大発明     | 山本優     | 山吉康夫 康村正一 | 菊池城二 | 4月25日       |
| 5  | ハレハレ歯が痛い   | 四辻たかお | 高垣孝蔵 康村正一 | 菊池城二 | 5月2日        |
| 6  | ピカッチョ新入生   | 山本優     | 康村正一          | 杉崎悠樹 | 5月9日        |
| 7  | 大当たりハワイ旅行 | 四辻たかお | 福島和美          | 大工原章 | 5月16日       |
| 8  | みんなどけどけ!    | 富田祐弘   | しらとたけし      | 白土武   | 5月23日       |
| 9  | これが男の友情?    | 松崎健一   | 康村正一          | 菊池城二 | 5月30日       |
| 10 | ドキドキマラソン   | 四辻たかお | 高垣孝蔵          | 篠田章   | 6月6日        |
| 11 | キャンプ村大事件   | 山本優     | 山吉康夫          | 杉崎悠樹 | 6月13日       |
| 12 | だめパパ大決心!    | 四辻たかお | 高垣孝蔵          | 菊池城二 | 6月20日       |
| 13 | ロボロボ大決戦!    | 松崎健一   | しらとたけし      | 白土武   | 6月27日       |
| 14 | いい事しよう!      | 山本優     | 康村正一          | 菊池城二 | 7月4日        |
| 15 | 町は愛がいっぱい   | 四辻たかお | 山本寛己          | 大工原章 | 7月11日       |
| 16 | みんな王子さま     | 山本優     | 山吉康夫 康村正一 | 杉崎悠樹 | 7月18日       |
| 17 | ゆけ!プロレス魂    | 満尾哲也   | 高垣孝蔵          | 篠田章   | 7月25日       |
| 18 | レッツ監獄ロック   | 四辻たかお | 生頼昭憲          | 菊池城二 | 8月1日        |
| 19 | さすらいのカポネ   | 山本優     | しらとたけし      | 白土武   | 8月8日        |
| 20 | ハラハラ博覧会     | 松崎健一   | 高垣孝蔵          | 菊池城二 | 8月15日       |
| 21 | 迷犬!?ペロ大活躍   | 四辻たかお | 山吉康夫 康村正一 | 山内一夫 | 8月22日       |
| 22 | それゆけ宝さがし   | 満尾哲也   | 明石正三 又野弘道 | 菊池城二 | 8月29日       |
| 23 | 怪人ギンギラマン   | 山本優     | 山吉康夫          | 篠田章   | 9月5日        |
| 24 | ベッドでUSA        | 四辻たかお | 高垣孝蔵          | 大工原章 | 9月12日       |
| 25 | おいらスターだ!!   | 伊東恒久   | 生頼昭憲 康村正一 | 菊池城二 | 9月19日       |
| 26 | めちゃんこ運動会   | 山本優     | しらとたけし      | 白土武   | 9月26日       |
| 27 | 時よ!プレーバック  | 吉田未来   | 高垣孝蔵 康村正一 | 山内一夫 | 10月3日       |
| 28 | 反撃・ロボロボ博士 | 山本優     | 山吉康夫 高垣孝蔵 | 篠田章   | 10月10日      |

※サブタイトルの読み上げは第2話から。ドタコンとペロが「『○○』の巻ィ!ヘヘヘヘヘ。」とやるのが毎回のパターンだが、「の巻」はサブタイトルには付かない。

## 放送局
| 放送地域   | 放送局         | 放送日時                | 放送系列       | 備考         |
| ---------- | -------------- | ----------------------- | -------------- | ------------ |
| 関東広域圏 | フジテレビ     | 土曜 18:00 - 18:30      | フジテレビ系列 | 制作局       |
| 北海道     | 北海道文化放送 | 土曜 18:00 - 18:30      | フジテレビ系列 |              |
| 宮城県     | 仙台放送       | 金曜 19:00 - 19:30      | フジテレビ系列 |              |
| 中京広域圏 | 東海テレビ     | 金曜 16:00 - 16:30      | フジテレビ系列 |              |
| 近畿広域圏 | 関西テレビ     | 土曜 8:00 - 8:30        | フジテレビ系列 |              |
| 広島県     | テレビ新広島   | 日曜 10:30 - 11:00      | フジテレビ系列 |              |
| 福島県     | 福島中央テレビ | 月曜 - 金曜 6:17 - 6:45 | 日本テレビ系列 | 1985年に放送 |
| 福岡県     | 福岡放送       |                         | 日本テレビ系列 |              |

## ビデオソフト
- 1984年頃に東芝映像ソフトからVHSとベータでビデオソフトが発売された。第1話のダイジェスト版と第18話を収録[4]。
- 製作会社の倒産後、流出したポジフィルムから作られたと思しきVHS全5巻（販社：エスメディア）がディスカウントストアなどで販売されていた。第1話～第5話を収録（各巻1話ずつ収録）。ただし収録されているのはオープニングと本編のみで、エンディングと次回予告は入っていない。
- 2015年現在、DVD化・BD化は行われていない。

## 備考
- 『くじらのホセフィーナ』から『宇宙戦士バルディオス』までは、国際映画社は葦プロダクションと共同でアニメ制作に関わったが、本作以降は自社単独での制作となった。
- ネガフィルム（原版）が行方不明になっており、現在の放送では、バージョン違いのオープニング映像や予告編などを視聴する事ができない。